# 連邦軍基幹業務局
座標: 北緯51度00分06秒 東経6度55分02秒 / 北緯51.001549280119974度 東経6.917181015014648度
連邦軍基幹業務局（れんぽうぐんきかんぎょうむきょく、ドイツ語：Stammdienststelle der Bundeswehr、略称：SDBw）は、戦力基盤軍に存在する機関の一つ。飾緒の着用不可の下士官および予備役を含むドイツ連邦軍の下士官兵人事を対象とする部局。士官と予備役士官の人事については連邦軍人事局が担当している。基幹業務局はノルトライン＝ヴェストファーレン州ケルンに所在する。

## 概要
基幹業務局の主な任務は部隊指揮部門とは対照的に、局自体が連邦軍の指揮階梯構造に直接関わり人事管理業務を遂行する。このため輸送、移動、義務兵役期間からの解放（短期志願兵）などの教育計画が含まれる。また、兵役期間の選択処置業務も含まれる。
職業軍人の服務関連と技術士官の入隊など正規兵の入隊手続きについては毎年実行される。2008年3月から曹長についての志願手続きは2年おきに審査され、その代わりに階級に相当する業務を提供する。下士官の最高位である上級准尉候補については3年おきに昇任手続計画が実行され、合わせて軍曹時代の経歴も調査される。
連邦軍基幹業務局は戦力基盤軍総監に直属している。

## 歴史
基幹業務局は各独立軍種局の一部（現在の陸軍局、空軍局、海軍局）として1956年に設立され、分離解散までそこに置かれた。陸軍基幹業務部（SDH）と空軍基幹業務部（SDL）はケルンに置かれ、海軍基幹業務部（SDM）はヴィルヘルムスハーフェンに置かれていた。2002年に基幹人事業務の機能は戦力基盤軍と救護業務軍にそれぞれ統合される。2006年10月15日に陸海空三つの基幹業務部は統合化が開始され、2006年12月31日までにルティッヒ兵営にて連邦軍基幹業務局（SDBw）として改編される。

## 主要任務
- 中核的人事指導の枠組
  - 隊員供給評価
  - 隊員育成
  - 隊員分離（定年退官、除隊、退役や予備役への編入など）
- 人事管理の枠組
  - 輸送評価
  - 隊員の家庭環境の管理

連邦軍全下士官及び兵卒のために任務が割り当てられている。

## 歴代局長
| 代 | 氏名                                                        | 着任          | 離任          |
| -- | ----------------------------------------------------------- | ------------- | ------------- |
| 1  | ライナー・コルフ陸軍少将 de:Rainer Korff                    | 2006年10月5日 | 2009年9月24日 |
| 2  | マンフレート・ホフマン陸軍少将 de:Manfred Hofmann (General) | 2009年9月24日 |               |